# Quang Tự
Thanh Đức Tông (chữ Hán: 清德宗; 14 tháng 8 năm 1871 – 14 tháng 11 năm 1908), Tây Tạng tôn vị Văn Thù Hoàng đế (文殊皇帝) là vị Hoàng đế thứ 11 của nhà Thanh trong lịch sử Trung Quốc. Ông trị vì từ năm 1875 đến năm 1908 chỉ với một niên hiệu là Quang Tự nên thường được gọi là  Quang Tự Đế (光緒帝).
Mặc dù thời kỳ cai trị của ông và người tiền nhiệm Đồng Trị Đế tiếp tục cho thấy sự suy vong của Đại Thanh, nhưng những cải cách trong thời kỳ ấy khiến cho nền kinh tế Trung Quốc được phục hồi và được mở rộng sang thị trường quốc tế nên sử sách gọi là Đồng Quang trung hưng (同光中興). Mặc dù sự trung hưng này không đủ để phục hồi vị thế nhà Thanh trở lại thịnh trị như thời Khang Hi - Càn Long, nhưng khiến cho triều đại tiếp tục cai trị Trung Quốc thêm 60 năm.

## Cuộc đời

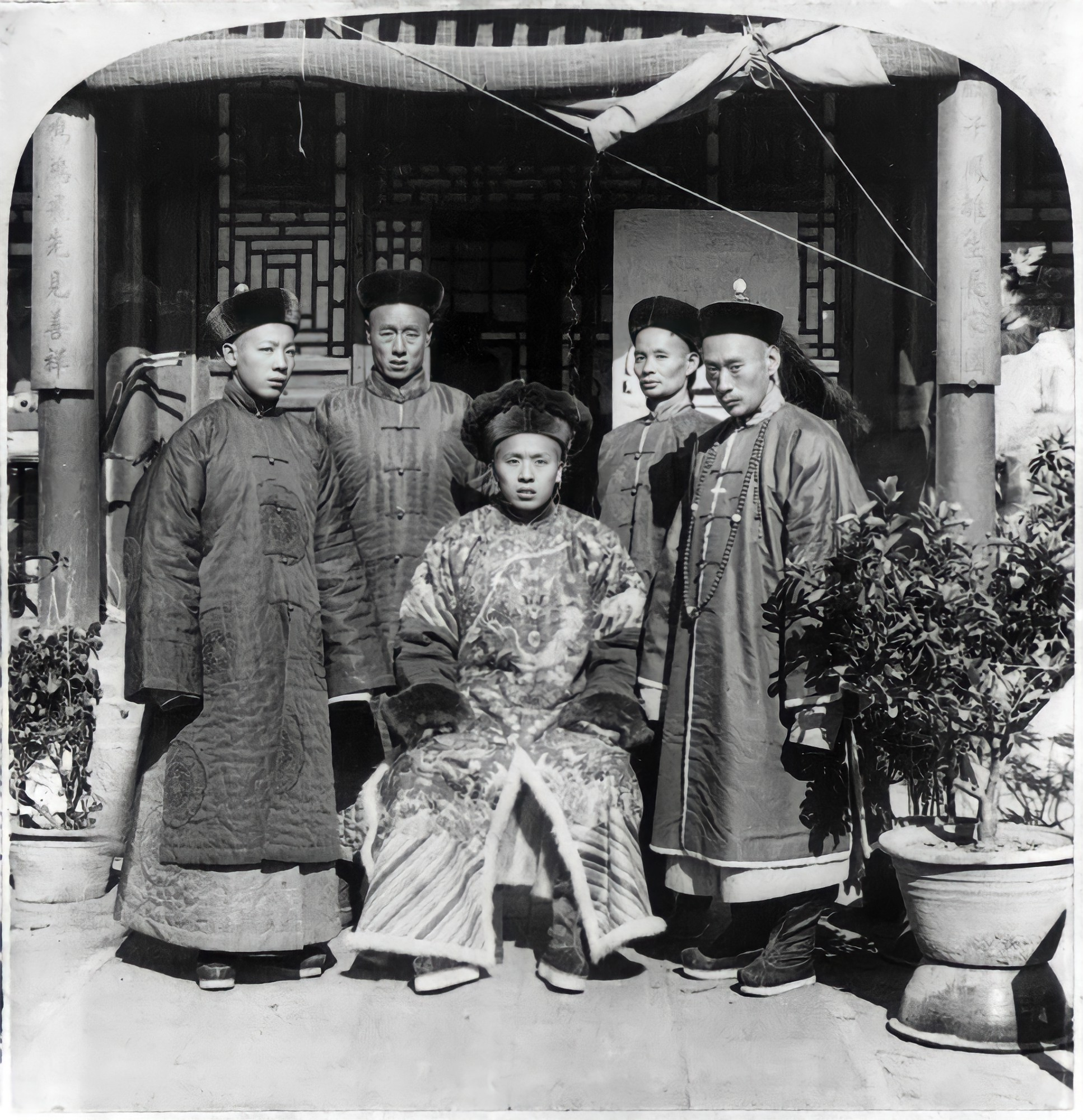
Vua Quang Tự cùng các cận thần

### Xuất thân
Quang Tự Đế tên đầy đủ là Ái Tân Giác La Tải Điềm (愛新覺羅·載湉). Tải Điềm có quan hệ huyết thống gần với các Hoàng đế trong số các thành viên Hoàng tộc. Tổ phụ của ông là Đạo Quang Đế, tổ mẫu là Trang Thuận Hoàng quý phi Ô Nhã Thị. Thân phụ là Thuần Hiền Thân vương Ái Tân Giác La Dịch Hoàn, em cùng cha khác mẹ với Hàm Phong Đế. Thân mẫu là Diệp Hách Na Lạp Uyển Trinh, em gái của Từ Hi Thái hậu.
Xét vai vế gia tộc, Tải Điềm là cháu gọi Hàm Phong Đế bằng bác; gọi Từ Hi vừa bằng dì, vừa bằng bác dâu; và là đường đệ lẫn biểu đệ của Đồng Trị Đế. Điều này khiến ông trở thành ứng cử viên sáng giá cho vị trí Tân đế sau khi Đồng Trị băng hà.

### Đại Thanh Hoàng đế

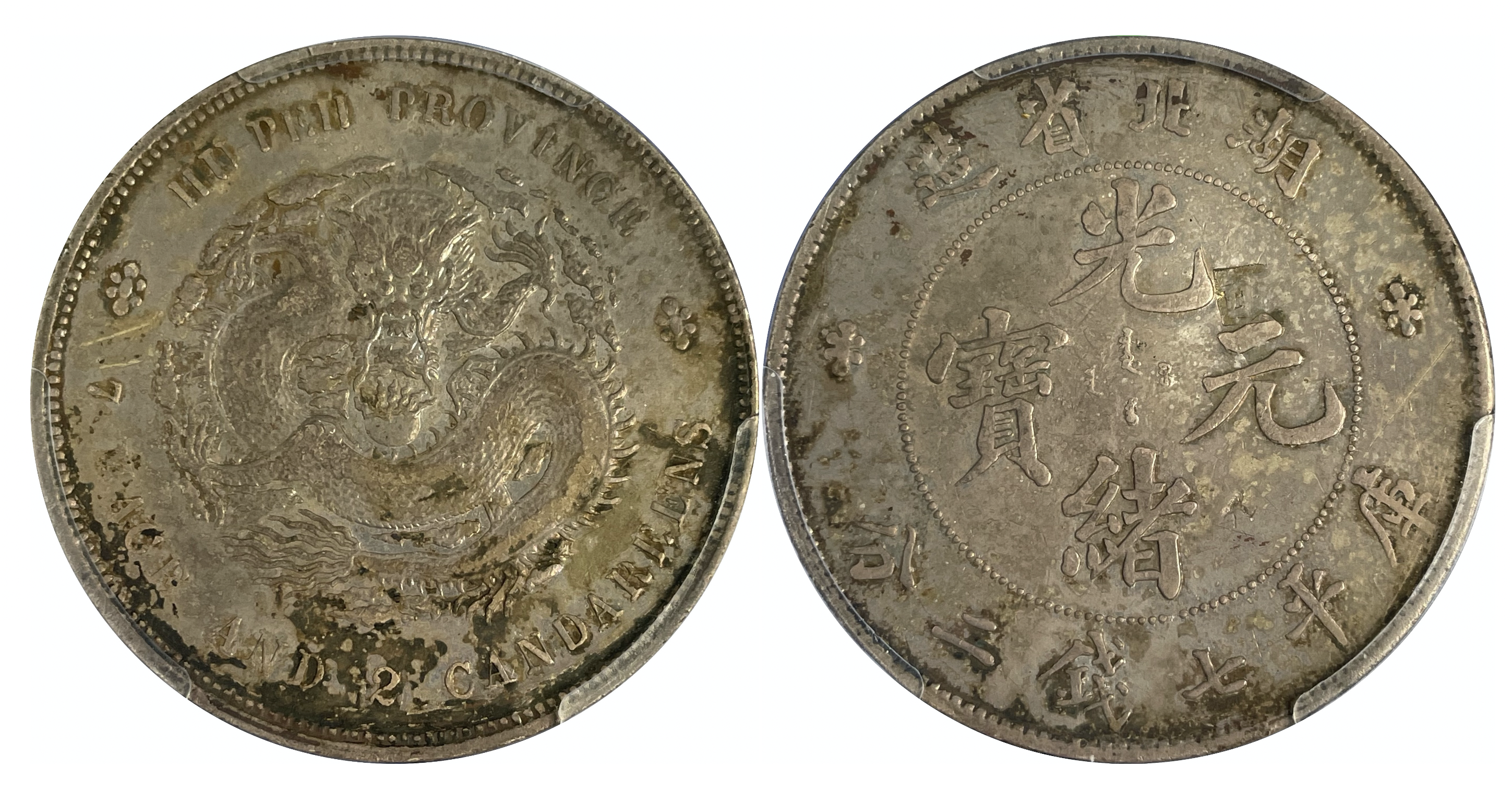
Xu bạc: 1 Dollar Thương mại Nhà Thanh, đúc dưới thời Vua Quang Tự, tại Tỉnh Hồ Bắc (1895 - 1907)

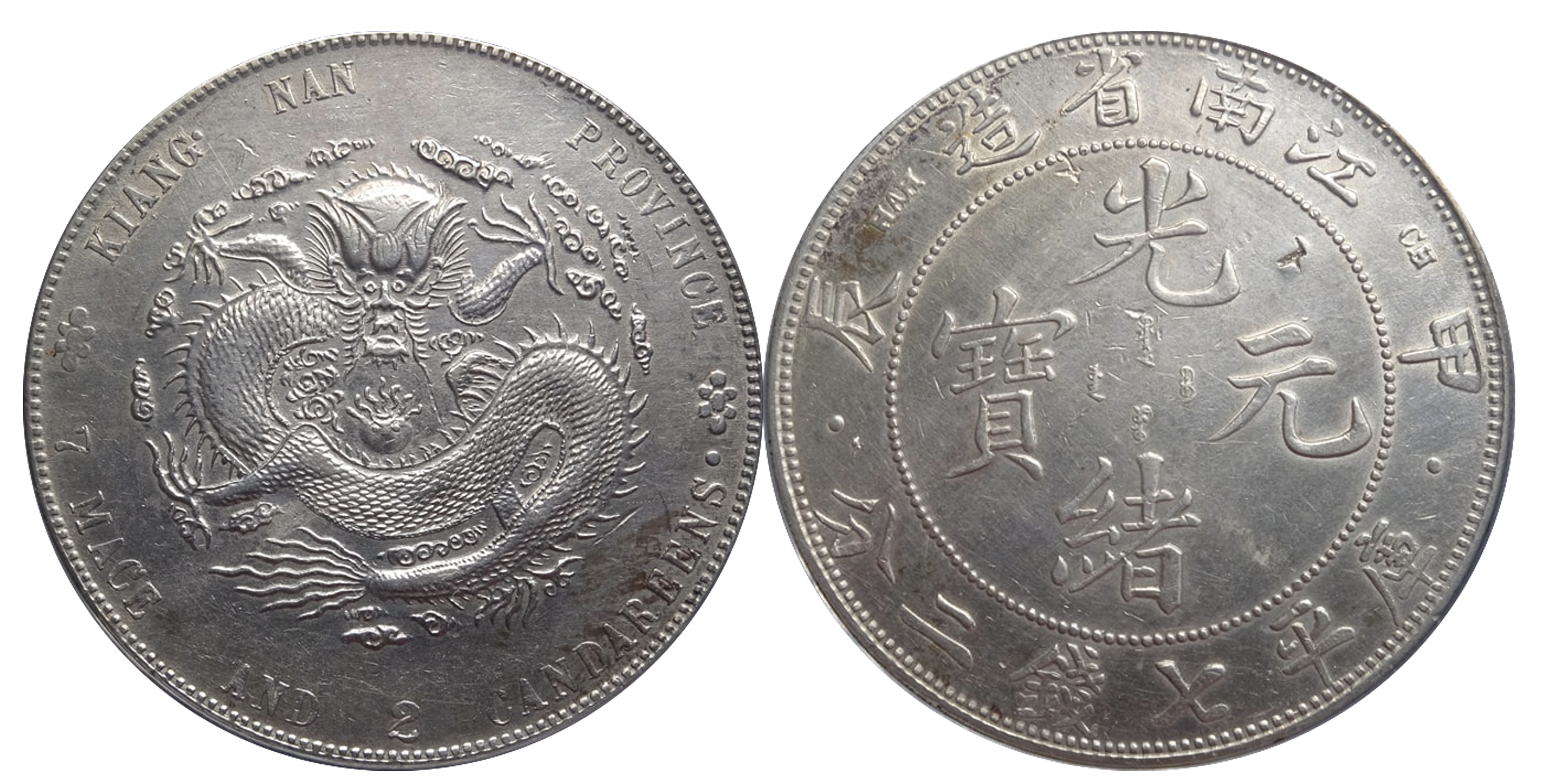
Xu bạc: 1 Dollar Thương mại Nhà Thanh, đúc dưới thời Vua Quang Tự, tại Tỉnh Giang Nam, 1904

Tháng 6 năm Đồng Trị thứ 14 (1875), Đồng Trị Đế qua đời không con. Triều đình họp nghị chính để chọn ra người kế vị. Sau khi thống nhất, Từ An và Từ Hi Thái hậu hạ chỉ đưa Tải Điềm vào cung, chọn làm con nối nghiệp Hàm Phong Đế. Ngày 1 tháng 6, Tái Điềm lên ngôi, lấy hiệu Quang Tự (光緒), khi đó chỉ mới 4 tuổi.
Năm Quang Tự nguyên niên (1876), ngày 20 tháng 1, Quang Tự Đế chính thức đăng quang tại Thái Hòa điện, tế cáo Thiên địa, Tông miếu, Xã tắc. Sau đó đến Càn Thanh cung lạy trước ngự dung của Đồng Trị Đế, rồi Chung Túy cung lạy Từ An Thái hậu, Trường Xuân cung lạy Từ Hi Thái hậu, cuối cùng là đến Trữ Tú cung lạy Gia Thuận Hoàng hậu.
Theo Nguyễn Hiến Lê thì ngay từ khi vào cung, tiểu Hoàng đế đã bị Từ Hi ngược đãi, hơi chút là quát tháo, đánh đập, bắt quỳ vài canh giờ. Do vậy, Quang Tự sợ bà như cọp, bảo gì cũng nghe. Thậm chí từng có đồn đại rằng Thái giám Lý Liên Anh, vốn được Từ Hi sủng ái, cũng hùa theo ăn hiếp Quang Tự. Có thuyết cho rằng Quang Tự sủng ái Trân phi, khiến Hoàng hậu Diệp Hách Na Lạp thị ghen tị. Trong lúc xảy ra Phong trào Nghĩa Hòa Đoàn (năm 1900), dân gian đồn thổi Trân phi bị Lý Liên Anh xô xuống giếng chết.
Tuy vậy, nhiều ý kiến trái chiều cho rằng Từ Hi rất thương Quang Tự. Bản thân bà mô tả Quang Tự: "từ nhỏ ốm yếu, tì vị hư nhược, lúc vào Tử Cấm Thành để lĩnh chỉ nối ngôi cũng không thể tự đi, phải có người ẵm. Hàng ngày ngự thiện phòng chuẩn bị mấy chục món ăn song đều không hợp khẩu vị của tiểu Hoàng đế. Có vẻ thân phụ mẫu không để tâm đến chế độ dinh dưỡng''. Điều này cho thấy bà từng rất quan tâm Quang Tự, nhưng tính lộng quyền đã khiến bà quản thúc chặt chẽ từ việc triều chính đến chuyện ở hậu cung.
Quang Tự làm Hoàng đế chỉ là hư vị, mọi quyền hành đều nằm trong tay Lưỡng cung Thái hậu vốn đang thùy liêm thính chính. Chỉ dụ của Lưỡng cung gọi là Ý chỉ (懿旨), còn của Hoàng đế gọi là Dụ chỉ (谕旨). Năm Quang Tự thứ 5 (1880), Từ Hi Thái hậu lâm bệnh nặng, kéo dài đến tận sang năm. Khoảng thời gian này, triều chính do Từ An Thái hậu một mình xử lý. Tháng 3 năm Quang Tự thứ 6 (1881), Từ An Thái hậu băng, Từ Hi Thái hậu bắt đầu một mình nhiếp chính.
Giữa năm 1881 tới 1883, Từ Hi Thái hậu chủ yếu trao đổi với các đại thần qua văn bản, còn Quang Tự Đế buộc thiết triều vài lần mà không có Từ Hi ở sau thính chính. Năm sau (1884), Từ Hi Thái hậu nắm lại quyền hành, không ai dám ngăn cản bà chuyên quyền, kể cả chính Quang Tự Đế.

## Qua đời
Chính biến Mậu Tuất (1898) xảy ra, Hoàng đế Quang Tự bị giam 10 năm ở Doanh Đài, trong một căn phòng bẩn thỉu, ăn không đủ no, mặc không đủ ấm, chịu nhục nhã cho đến khi chết (1908). Lược theo Sử Trung Quốc (Tập 2, tr. 251). Tác giả Phổ Nghi cho biết cái chết của Quang Tự là một nghi án. Theo lời kể của viên thái giám già Lý Tường An, thì Quang Tự mất vì bị Khánh Thân vương Dịch Khuông và Viên Thế Khải đầu độc. Cũng có lời đồn đãi cho rằng do Từ Hi giết chết vì "bà không cam tâm chết trước vua Quang Tự" (Nửa đời đã qua, tr. 29-30).
Năm 2008, các nhà khoa học Trung Quốc đã khám nghiệm tử thi của Quang Tự Đế và kết luận rằng ông bị đầu độc bằng thạch tín . Hàm lượng thạch tín trong người ông cao gấp 2400 lần so với bình thường và cao hơn 132 lần so với các quan viên nhà Thanh đương thời. Phần áo quan ở vùng bụng ông chứa hàm lượng thạch tín cao bất thường so với các vùng khác, chứng tỏ chất độc được đưa vào qua đường thức ăn, thay vì tích luỹ theo thời gian do thuốc đông y thời bấy giờ có chứa một lượng nhỏ thạch tín.
Hoàng đế Quang Tự qua đời ngày 14 tháng 11 năm 1908 (một ngày trước khi Thái hậu Từ Hi mất) ở tuổi 37 và ở ngôi được 33 năm. Ông được quần thần tôn hiệu là Đức Tông - Đồng Thiên Sùng Vận Đại Trung Chí Chính Kinh Văn Vĩ Vũ Nhân Hiếu Mẫn Trí Đoan Kiệm Khoan Cần Cảnh Hoàng đế, gọi tắt là Đức Tông Cảnh Hoàng đế (德宗-景皇帝).
Kế ngôi Quang Tự là Ái Tân Giác La Phổ Nghi, tức Tuyên Thống Đế. Đây là vị Hoàng đế cuối cùng của triều đại Mãn Thanh (1644-1912).

## Chính biến Mậu Tuất
Sau trận Chiến tranh Thanh-Nhật (tháng 7 năm 1894), bị một nước nhỏ là Nhật Bản đánh thua, nhiều kẻ sĩ Trung Quốc bỗng thức tỉnh. Họ nhận ra rằng cần mà phải thay đổi chế độ và duy tân mọi mặt mới chấn hưng được nước nhà. Trong số ấy, có Khang Hữu Vi và Lương Khải Siêu (học trò ông Vi) là người hăng hái nhất.
Sau vài lần dâng thư lên Hoàng đế Quang Tự xin biến pháp duy tân (gọi vắn là biến pháp), bị các đình thần không đồng tình ém nhẹm, tháng 6 năm 1896, thầy trò Khang Hữu Vi lại dâng thư lần nữa. Lần này nhờ có Ông Đồng Hòa (đang làm Thượng thư bộ Hộ, tước Hiệp biện đại học sĩ, trước là thầy học của Quang Tự) tiến cử nên thành công. 
Tuy nhiên, mãi đến ngày 11 tháng 6 năm Quang Tự thứ 28 (1898), công cuộc biến pháp mới chính thức khởi sự, vì lúc này Từ Hi đã lui về nghỉ ở Di Hòa viên, giao lại mọi quyền hành cho Hoàng đế (dĩ nhiên vẫn luôn theo dõi mọi hành động của Quang Tự).
Thế nhưng chỉ mấy ngày sau, thì vấp phải sự chống đối của phái Hậu đảng, tức phe phái của Thái hậu Từ Hi. Đàm Tự Đồng, một thành viên của phái duy tân, thấy vậy bèn khuyên Quang Tự đoạt lấy chính quyền. Hoàng đế nghe lời bèn triệu Viên Thế Khải lúc đó đang thống lĩnh 7.000 quân về Bắc Kinh bàn việc, có ý dùng quân của Viên để bao vây Di Hòa Viên.
Chẳng may việc đó bị tiết lộ (chính Viên phản Hoàng đế Quang Tự, vì thấy Từ Hi và phe cánh của bà hãy còn mạnh). Sau đó, dựa vào lực lượng quân đội của Vinh Lộc (Tổng đốc Trực Lệ), bà ra lệnh bắt giam Hoàng đế Quang Tự và các thành viên đứng đầu phái Duy Tân, đồng thời cho bãi bỏ hết những cải cách mà Hoàng đế vừa ban ra. Sử gọi vụ đấy là Chính biến Mậu Tuất (1898), là Bách nhật duy tân (Cuộc cải cách trăm ngày).
Cuộc đời làm vua của Quang Tự gắn lền với công cuộc biến pháp năm Mậu Tuất (1898). Về sau khi nghiên cứu lịch sử Trung Quốc ở giai đoạn này, nhà sử học Will Durant đã tiếc rằng: 
Tuy Từ Hi thái hậu và các cận thần của bà cực lực chống đối phong trào ấy (duy tân), nhưng nó vẫn ngầm lôi cuốn được ông vua trẻ là Quang Tự. Rồi đột nhiên, nhà vua không hỏi ý kiến "Phật bà" (Từ Hi), ban hành một loạt lệnh sắc táo bạo. Nếu những sắc lệnh này thực hành được thì Trung Hoa đã yên ổn nhảy một bước lớn lao theo con đường Âu hóa, nhà Thanh không bị sụp đổ, mà Trung Hoa cũng không bị khốn cùng.
Nhưng cũng có ý kiến trái ngược về vua Quang Tự, nói rằng các cải cách ông ban ra nhằm phục hồi vị thế nhà Thanh thực hiện quá dồn dập trong một thời gian ngắn, không đạt kết quả như mong đợi và đã phản tác dụng, gây ra nhiều xáo trộn trong cuộc sống của nhân dân.

## Câu nói lưu danh
Sợ mất lộc vị, phái thủ cựu (Hậu đảng) mà người đứng đầu là Thái hậu Từ Hi, đã chống đối việc cải cách rất quyết liệt. Thế nhưng, Hoàng đế Quang Tự cương quyết, bảo:
| “ | Không cho ta biến pháp thì giết ta còn hơn | ” |

## Gia đình

### Cha mẹ
- Cha ruột: Thuần Hiền Thân vương Dịch Hoàn (醇賢親王; 1840–1891), con trai Đạo Quang Hoàng đế và Trang Thuận Hoàng quý phi Ô Nhã thị, em trai cùng cha khác mẹ với Hàm Phong Hoàng đế, ông nội của Phổ Nghi Hoàng đế.
- Mẹ ruột: Diệp Hách Na Lạp Uyển Trinh (葉赫那拉婉貞), em gái Từ Hi Thái hậu, thuộc dòng họ Diệp Hách Na Lạp (葉赫那拉).
- Cha nuôi (trên danh nghĩa): Thanh Văn Tông Hàm Phong Hoàng đế (清文宗咸豐帝; 17 tháng 7, 1831 – 22 tháng 8, 1861). Theo chiếu chỉ của hai vị Thái hậu, Quang Tự đăng cơ với thân phận "con thừa tự" của Hàm Phong Đế.
- Mẹ nuôi: 
  - Từ An Thái hậu: Chính cung hoàng hậu của Hàm Phong Đế, Mẫu hậu Hoàng thái hậu (母后皇太后) dưới thời vua Đồng Trị, nhiếp chính những năm đầu khi Quang Tự lên ngôi.
  - Từ Hi Thái hậu: Hậu cung phi tần của Hàm Phong Đế, Thánh mẫu Hoàng thái hậu (聖母皇太后) dưới thời vua Đồng Trị. Vừa là bác dâu (vợ của Hàm Phong Đế), vừa là dì ruột (chị của Uyển Trinh), chịu trách nhiệm chính trong việc giáo dục Tân đế. Có sử cho rằng Từ Hi ép Quang Tự gọi mình là Thân Ba Ba (親爸爸 - tức cha đẻ) với mục đích xác lập vị trí trụ cột cho bản thân.[13]

### Thê thiếp

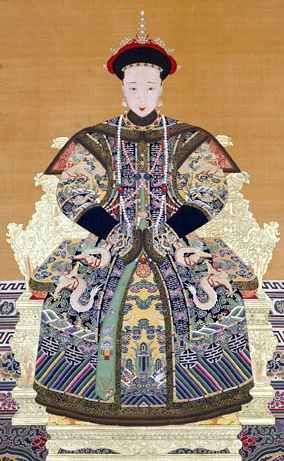
Hiếu Định Cảnh Hoàng hậu Diệp Hách Na Lạp thị

- Hiếu Định Cảnh Hoàng hậu Diệp Hách Na Lạp thị (孝定景皇后, 28/01/1868 - 22/02/1913): cháu gái Từ Hi Thái hậu, chị họ của Quang Tự. Năm 1889, bà thành hôn với Quang Tự Đế, cùng ngày nhập cung được sách lập làm Hoàng hậu. Đến thời Tuyên Thống được tôn làm Long Dụ Thái hậu, là Hoàng thái hậu cuối cùng của triều Thanh cũng như thời phong kiến Trung Quốc. Bà là nhiếp chính dưới thời Phổ Nghi và ký "Thanh đế thoái vị chiếu thư" ngày 12 tháng 2, 1912.
- Ôn Tĩnh Hoàng quý phi Tha Tha Lạp thị (端康皇貴妃, 15/01/1873 - 23/12/1924): cháu nội cựu Thống đốc Thiểm Tây và Cam Túc, cha là Tả Thị lang Bộ Lễ Trường Tự. Nhập cung sơ phong Cẩn tần (瑾嬪), sau thăng Cẩn phi (瑾妃). Năm 1894, hàng vị Quý nhân. Một năm sau, phục vị Cẩn phi (瑾妃). Quang Tự băng hà, bà được tôn làm Cẩn Quý phi (瑾貴妃) rồi Đoan Khang Hoàng quý phi (端康皇貴妃), cùng 3 phi tần của Đồng Trị chịu trách nhiệm giáo dục hoàng đế Phổ Nghi sau khi vào cung.
- Khác Thuận Hoàng quý phi Tha Tha Lạp thị (恪順皇貴妃, 27/02/1876 - 15/08/1900): em gái Đoan Khang Hoàng quý phi. Nhập cung sơ phong Trân tần (珍嬪), sau thăng Trân phi (珍妃). Năm 1894, hàng vị Quý nhân. Một năm sau, phục vị Trân phi (珍妃). Là phi tần được Quang Tự sủng ái nhất vì có tư tưởng tiến bộ, thích vẽ tranh, thư pháp, chụp ảnh,... và ủng hộ canh tân, cải cách chính trị. Qua đời truy tặng làm Trân Quý phi (珍貴妃). Năm 1921, bà được truy tặng làm Khác Thuận Hoàng quý phi (恪順皇貴妃). Có lời đồn trong cuộc Khởi nghĩa Nghĩa Hòa Đoàn năm 1900, bà bị Từ Hi Thái hậu sai Lý Liên Anh xô xuống giếng chết.

## Sách tham khảo
- Nguyễn Hiến Lê, Sử Trung Quốc (Tập 2 và Tập 3 in chung). Nhà xuất bản Văn hóa, 1997.
- Will Durant, Lịch sử văn minh Trung Quốc (Nguyễn Hiến Lê dịch). Đại học sư phạm Thành phố Hồ Chí Minh xuất bản, 1980.
- Phổ Nghi, Nửa đời đã qua (hồi ký). Nhà xuất bản Thanh Niên, 2009.
- Vũ Dương Ninh - Nguyễn Văn Bồng, Lịch sử thế giới cận đại. Nhà xuất bản Giáo dục, 2008.
- Nguyễn Khắc Thuần, Các đời đế vương Trung Quốc. Nhà xuất bản Giáo dục, 2005. Các tên phiên âm ở trong bài đều ghi theo sách này.